# علاء عياد
علاء عبد الله عياد (31 يوليو 1985) لاعب كرة قدم بحريني يلعب حاليا لصالح نادي الدرجة الأولى الرفاع الشرقي البحريني في مركز الوسط المهاجم من 2016.

## الإنجازات

### الأهلي
- الدرجة الأولى (1): 2010
- كأس الاتحاد البحريني (2): 2007، 2016